# Gens Betucia
La gens Betucia fue una familia romana de finales de la República. Es más conocida debido al orador, Tito Betucio Barro, un nativo de Asculum en Piceno. Cicerón lo describió como el más elocuente de todos los oradores fuera de Roma. También pronunció un famoso discurso en Roma contra Quinto Servilio Cepión, quien murió durante la Guerra Social.